# الدوري الهولندي الممتاز 1927–28
الدوري الهولندي الممتاز 1927–28 (بالهولندية: Nederlands landskampioenschap voetbal 1927/28)‏ هو الموسم 40 من الدوري الهولندي الممتاز. أشرف على تنظيمه الاتحاد الملكي الهولندي لكرة القدم، وفاز فيه فاينورد.